# Rosario Camejo Puerta
Cecilia del Rosario Camejo Puerta (Arauca, 1942-Arauca, 4 de febrero de 2003) fue una abogada y política colombiana, que se desempeñó como Intendente de Arauca.

## Biografía
Nacida en Arauca, capital de la entonces Comisaría de Arauca, en 1942, era abogada de profesión.
Afiliada al Partido Liberal, se desempeñó como jueza municipal de Arauca, gerente de la Caja Nacional de Previsión Social (Cajanal), secretaria de Educación de la Intendencia de Arauca y Secretaria de Agricultura y Ganadería bajo el Intendente Ricardo Santos Paúl. Por otra parte, en el campo privado se desempeñó como presidenta de la Cámara de Comercio de Arauca, así como fundadora de la Liga de Lucha contra el Cáncer, las empresas Araugas y la Agencia de Viajes La Alborada.
Adscrita al denominado «latorrismo» (movimiento político liderado por el senador Alfonso Latorre Gómez), durante la presidencia de Virgilio Barco Vargas, se desempeñó como Intendente de Arauca, entre febrero de 1987 y octubre de 1988. Lideró una administración polémica debido a las acusaciones de sectarismo, lo que derivó en su renuncia después de 18 meses en el cargo, siendo reemplazada por su Secretaria General, Stella Torres de Guerrero.
Durante la administración del Gobernador Encargado José Emiro Palencia Álvarez se desempeñó como Secretaria Privada de la Gobernación de Arauca, puesto que conservó durante la administración de Óscar Garrid Muñoz López.
En la mañana del 4 de febrero de 2003 fue asesinada por dos sujetos que se desplazaban en una moto, cuando salía de su casa en el centro de Arauca, en el marco de uno de los períodos más violentos del conflicto armado interno colombiano en Arauca. El autor material fue posteriormente identificado como Yesid Campos Manzano, quien en 2007 fue condenado a 25 años de prisión por el Juzgado Único Penal del Circuito Especializado de Descongestión de Arauca, con sede en Bogotá. Así mismo, en 2013, el Juzgado Penal del Circuito Especializado de Arauca condenó por estos hechos a Pedro Nel Herrera Camacho, subcomandante de la guerrilla Ejército de Liberación Nacional (ELN) en Arauca y señalado de ordenar el asesinato, a 340 meses de prisión.